# Damageplan
A Damageplan egy amerikai metalegyüttes volt. Tagok: Pat Lachman, Dimebag Darrell, Vinnie Paul, Shawn Matthews és Bob Zilla. 2003-ban alakultak meg Dallasban. A Damageplan a népszerű Pantera zenekar legismertebb mellékágazata volt. Groove metalt, nu metalt, thrash metalt és heavy metalt játszottak. Fennállásuk alatt egy nagylemezt jelentettek meg. Tervben lett volna több stúdióalbum megjelentetése is, de a zenekar egyik 2004-es koncertjén egy őrült ámokfutó lelőtte Dimebaget, ezzel véget vetve a Panterának – ami már 2003-ban feloszlott, de a tragédia gyakorlatilag teljesen esélytelenné tette az újjáalakulást – és a Damageplannek is. A Pantera egykori és a Damageplan életben maradt dobosa, Vinnie Paul, öccse (Dimebag Darrell) halála után két évvel megalapította a Hellyeah zenekart.

## Diszkográfia
- New Found Power (2004)